# Xã Bazaar, Quận Chase, Kansas
Xã Bazaar (tiếng Anh: Bazaar Township) là một xã thuộc quận Chase, tiểu bang Kansas, Hoa Kỳ. Năm 2010, dân số của xã này là 93 người.